# Салмина, Мария Викторовна
Мария Викторовна Салмина (23 октября 1997) — российская спортсменка, выступающая в синхронном плавании.

## Карьера
Тренируется в клубе "Юность-Москвы".
На первых Европейских играх первенствовала в группе и комбинации.